# Clara Rojas
Pour les articles homonymes, voir Rojas.
Clara Leticia Rojas González est une femme politique colombienne née le 20 décembre 1964 à Bogota. Elle est surtout connue pour son enlèvement et sa détention par les Forces armées révolutionnaires de Colombie.

## Biographie
En 1992, peu après l'obtention de son diplôme d'avocat, elle travaille au ministère du Commerce extérieur. Elle devint directrice de la campagne présidentielle de Betancourt et vice-présidente de leur parti, Oxígeno Verde.

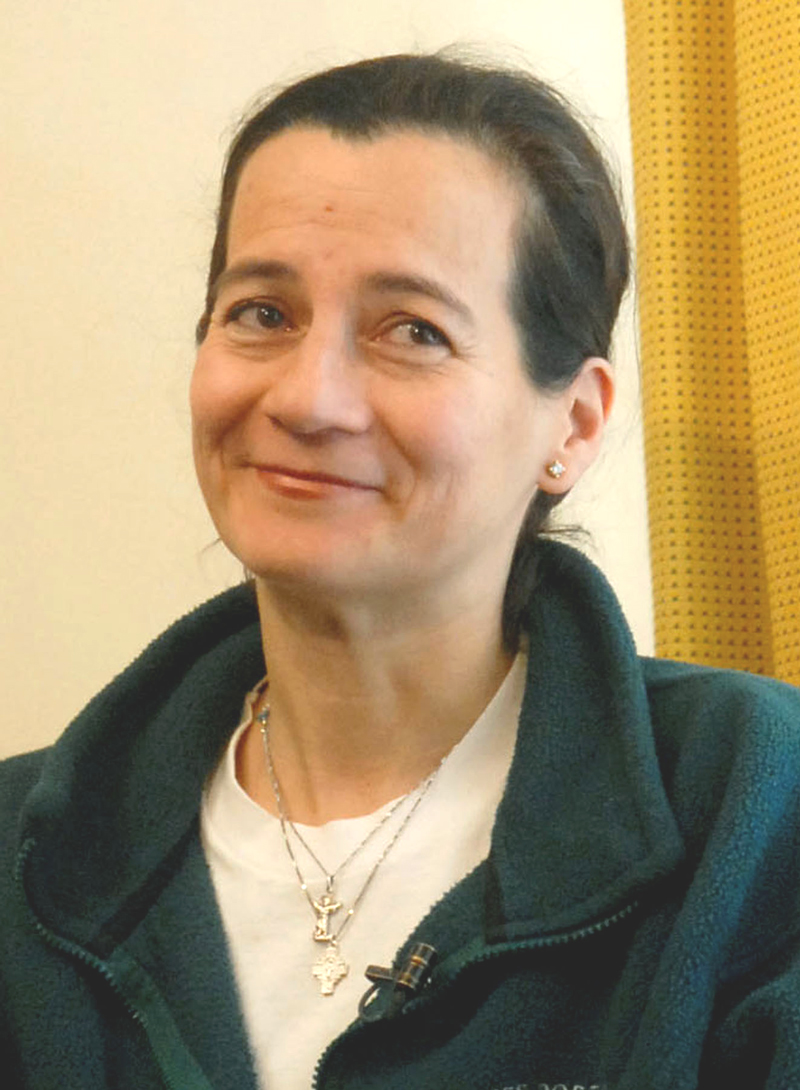
Clara Rojas en 2008.

### Enlèvement et détention par les FARC
Le 23 février 2002, elle est enlevée par les FARC sur une route du département sud-colombien de Caquetá, en même temps qu'Íngrid Betancourt, alors qu'elles se dirigeaient vers la zone démilitarisée de San Vicente del Caguán. Alors que les FARC lui proposaient de la relâcher, comme pour les trois autres personnes qui les accompagnaient au moment de la capture, elle choisit de rester par solidarité avec Ingrid Betancourt. Elle ne sera libérée par les FARC que le 10 janvier 2008, après presque 6 ans de captivité dans la jungle colombienne.
Dans une vidéo du 13 mai 2003, elle adresse un message à sa famille et décrit les conditions de leur détention.
Les médias se sont vu reprocher d'oublier Clara Rojas quand ils évoquent l'enlèvement et de ne pas lui rendre justice à l'instar de ce qui s'est fait pour Hussein Hanoun, codétenu de Florence Aubenas en Irak.[réf. nécessaire] Trois mille autres otages des FARC sont dans le même cas.
Elle a, durant sa détention, donné naissance le 16 avril 2004 par césarienne à un enfant conçu avec un guérillero des FARC. Elle donne peu de précision concernant ce dernier, expliquant simplement sur leur relation « ce n'était pas un viol, ce n'était pas une histoire d'amour, simplement une histoire de femme ». Elle est séparée de son fils huit mois après la naissance de celui-ci, et il est confié à la famille du paysan José Crisanto Gomez,.
Les FARC ont annoncé le 18 décembre 2007 la libération prochaine de Rojas, de son fils Emmanuel et de la sénatrice Consuelo Gonzalez.
Toutefois, après plusieurs jours d'attente, l'opération de récupération des otages organisée par le président vénézuelien Hugo Chávez et baptisée "Opération Emmanuel" a dû être annulée le 4 janvier 2008, les FARC n'ayant procédé à aucune libération.

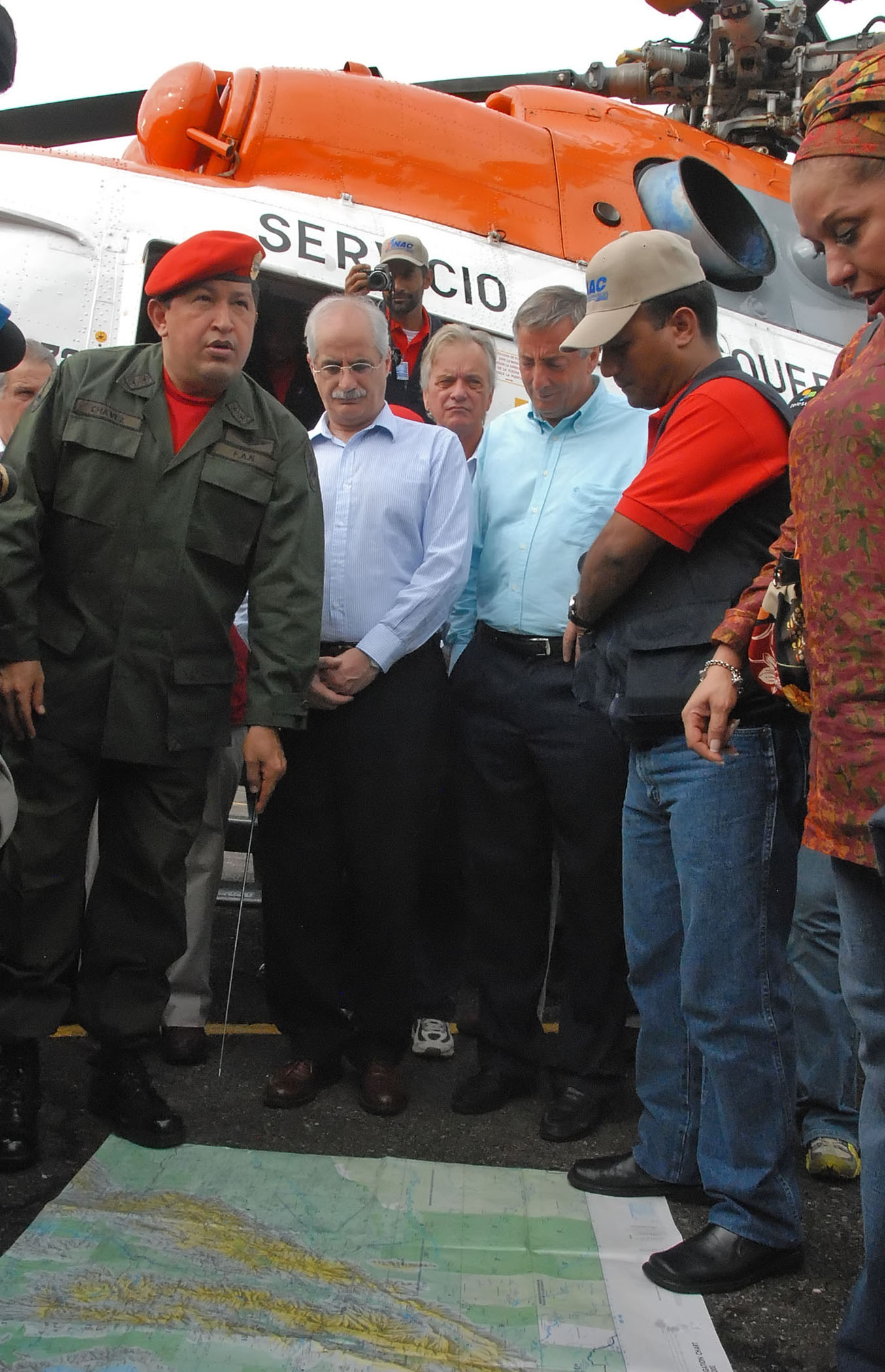
Hugo Chávez, président du Venezuela, montrant la carte de l'"Opération Emmanuel" de libération des otages des FARC

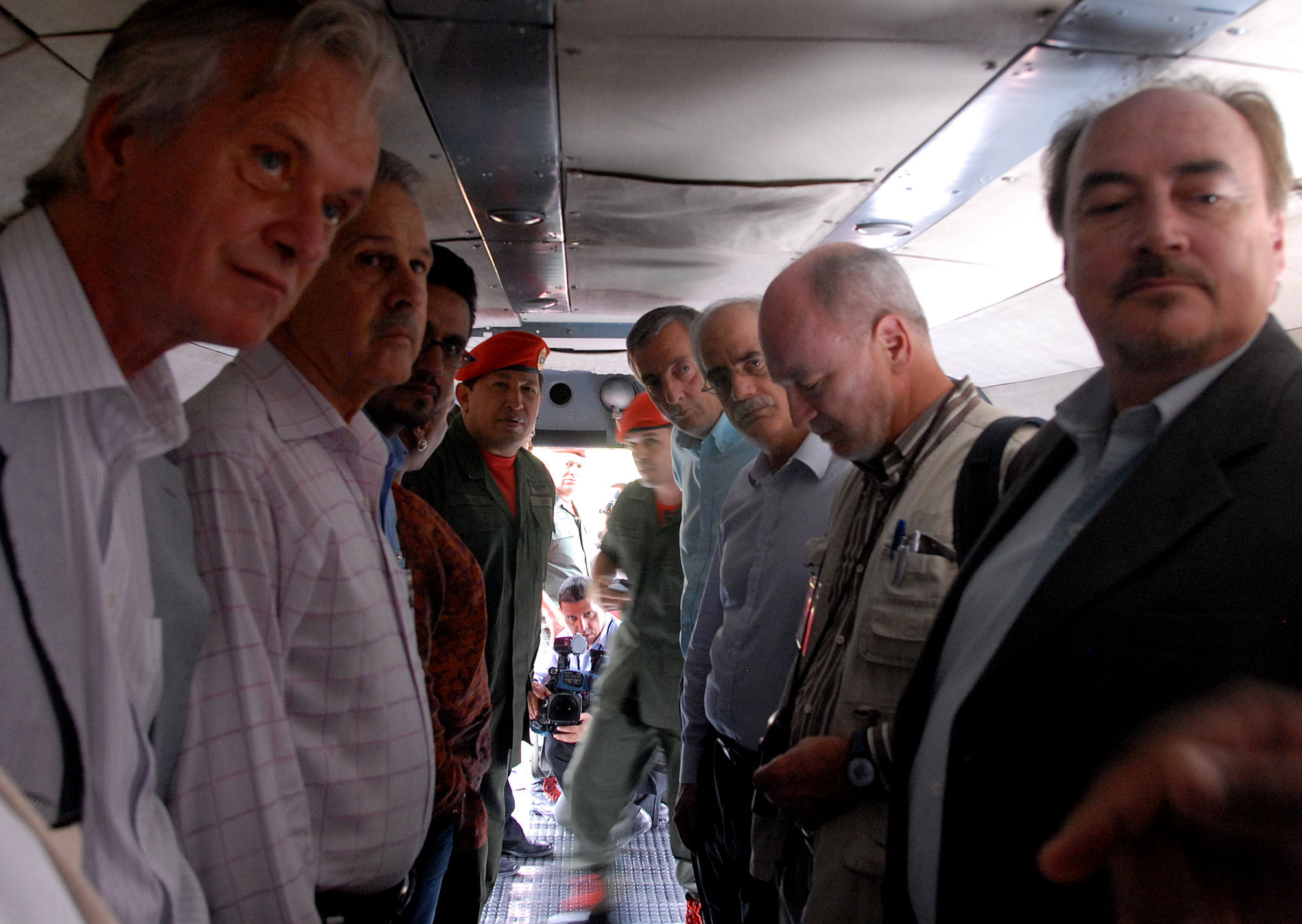
Hugo Chávez avec les garants internationaux de l'"Opération Emmanuel"

Durant l'attente de ces hypothétiques libérations, le président colombien Álvaro Uribe a annoncé à la surprise générale que Emmanuel, fils de Clara Rojas, n'était plus aux mains des FARC mais aurait été retrouvé dans un orphelinat de Bogota, où il avait été conduit par un paysan nommé José Crisanto Gómez Tovar, en juin 2005, sous le nom de Juan David Gomez Tapiero, gravement malade (atteint de malnutrition, paludisme et leishmaniose), avec un bras abîmé (fracturé lors de sa naissance difficile) et des signes de maltraitance. José Crisanto Gómez Tovar sera arrêté et fera 6 ans de prison avant d'être libéré. Des tests ADN réalisés en Colombie sur la famille de Clara Rojas et sur l'enfant auraient permis de vérifier cela le 4 janvier 2008. Les FARC ont confirmé le même jour que l'enfant n'était plus dans la jungle colombienne. Le 10 janvier 2008, une nouvelle analyse ADN effectuée par l'Institut médico-légal de Saint-Jacques-de-Compostelle (Espagne) confirme que l'enfant recueilli est bien le fils de Clara Rojas.
La libération de Clara Rojas et de la sénatrice Consuelo Gonzalez a lieu le 10 janvier 2008. Les deux femmes ont été recueillies dans la jungle (près de San José de Guaviare) par deux hélicoptères ayant à leurs bords des délégués du Comité international de la Croix-Rouge (CICR), le ministre vénézuélien des relations intérieures et de la Justice Ramón Rodríguez Chacín, l'ambassadeur de Cuba au Venezuela Germán Sánchez et la sénatrice colombienne Piedad Córdoba.
Après avoir été libérée par les FARC, ainsi que Consuelo Gonzalez, Clara Rojas a été transférée en hélicoptère jusqu'à l'aéroport vénézuelien de Santo Domingo (à la frontière avec la Colombie). De là, un avion a emmené les deux femmes à l'aéroport de Maiquetia à Caracas, où elles ont retrouvé les membres de leurs familles qui les attendaient.
À sa libération, Clara Rojas a affirmé être sans nouvelle d'Ingrid Bétancourt depuis qu'elles ont été séparées, 3 ans plus tôt. Elle apportait également des preuves de vie des ex-parlementaires colombiens Jorge Géchem Turbay, Gloria Polanco et Orlando Beltrán, de l'ancien gouverneur du département colombien du Meta Alan Jara, et de quatre membres de l'armée et de la police, tous encore détenus par les FARC,.
Au cours d'une conférence de presse donnée le 11 janvier 2008 à Caracas, Clara Rojas dénonce les méthodes employées par les FARC, présente l'enlèvement comme « un crime de lèse-humanité », et parle des FARC comme « ressemblant à une organisation criminelle ». Elle affirme qu'elle n'a aucune nouvelle du père de son enfant, et qu'elle ignore même s'il sait qu'il a eu un fils. Elle raconte que la nouvelle de sa prochaine libération lui a été transmise par la radio, car à aucun moment les guérilléros ne lui ont fait part de leurs intentions, jusqu'au départ vers le lieu prévu pour sa remise au CICR,.
Elle rentre le 12 janvier 2008 à Bogota, où elle retrouve sa famille, et en particulier son fils Emmanuel. Elle a été reçue avec Consuelo Gonzalez par le président colombien Alvaro Uribe le 15 janvier 2008 à Bogota.
En 2009, elle publie le récit de ses 6 ans de captivité dans un livre intitulé Captive (Cautiva).

### Suite de sa carrière politique
Elle se présente à l'élection sénatoriale du 14 mars 2010 sous l'étiquette du Parti libéral colombien. Elle obtient à peine 6 000 voix et n'est pas élue. Elle soutient le candidat de droite Iván Duque à l'élection présidentielle de 2018.